# Norra rödahavsregionen
Norra rödahavsregionen är en region i Eritrea. Den ligger i den centrala delen av landet, 70 km norr om huvudstaden Asmara. Antalet invånare är 599 304. Arean är 27,8 kvadratkilometer. Norra rödahavsregionen gränsar till Södra rödahavsregionen, Debubregionen, Maakel och Ansebaregionen. 
Norra rödahavsregionen delas in i:
- Sahil Āwraja
- Semhar Āwraja
- Senhit Āwraja
- Af'abet
- North Eastern Subregion
- Dahlak Subregion
- Ghinda Subregion
- Massawa Subregion
- Nakfa Subregion
- Ghelaelo
- Foro Sub-Region

Följande samhällen finns i Norra rödahavsregionen:
- Massawa
- Ghinda'e
- Nefasīt
- Zula